# Люк Соренсен
Люк Соренсен (англ. Louk Sorensen; нар. 7 січня 1985)  — ірландський колишній професійний тенісист.
Соренсен був першим гравцем, який представляв Ірландію, який виграв матч основного розіграшу подій Великого шолома в Open Era. Його батько Шон був першим ірландцем, який зіграв матч основного розіграшу Великого шолома в Відкриту еру, виходячи в перший тур Вімблдону. (Метт Дойл досяг четвертого туру Відкритого чемпіонату США в 1982 році, але тоді виступав під американським прапором, ставши громадянином Ірландії лише в 1985 році ).
Його останньою подією став 2015 Aegon GB Pro-Series Glasgow, де він програв у кваліфікації. З моменту відставки від гри Соренсен почав тренувати і в даний час тренує австралійського гравця Джона Міллмана. 

## Особисте життя
Батько Соренсена Шон - нинішній капітан збірної Ірландії з кубка Девіса і грав у першому турі Вімблдону в 1977 році, програвши Роду Лейверу . Шон також фінішував на другому місці у Матса Віландера на турнірі ATP Challenger Tour у Бухгольці, Німеччина, у лютому 1982 року. Старший брат Лука, Кевін, також був професійним тенісистом і змагався за Ірландію в Кубку Девіса до 2006 року. У нього також є дві сестри, Ліза та Жозефіна. Соренсен виховувався в Німеччині, і хоча його батьки зараз живуть у Дубліні, він залишився в Штутгарті, тренуючись у німецького тренера Карстена Аррієнса, який також тренував німців Андреаса Бека та Олександра Васке, а також грав за третій дивізіон Бундесліги ТК Доггенбург.  Він є видатним членом збірної Ірландії з кубка Девіса, у нього 10–2 одиночні записи, дебютував у липні 2005 року.
Прізвище Соренсен має норвезьке походження. У його матері Хельги є як німецька, так і австрійська кров. 

## Кар'єра

### 2006 рік
Соренсен розпочав свою професійну кар'єру з участі у заході France F15 Futures у Саррегімені 25 вересня, обігравши Стефана Піро, щоб дійти до 2-го туру, а в кінцевому рахунку програв Ріккардо Гедіну.

### 2007 рік
У лютому 2007 року Соренсен виграв свій перший старший титул міжнародного чемпіонату на португальському F1 Futures у Фару, де переміг канадця П'єра-Людовика Дукло в фіналі 6:1, 6:1. Після цього фінішував другим на турнірі ОАЕ F1 Futures у квітні в Дубаї, але виграв в турнірі ОАЕ F2 Futures, знову в Дубаї, лише через тиждень.

### 2008 рік
21 січня 2008 року він фінішував на другому місці в турнірі португальського F2 Futures в Альбуфейрі від румуна Віктора Іоніти, програвши з рахунком 6–2, 6–7, 2–6. Соренсен виграв свій перший турнір ATP Challenger у серії Volkswagen Challenger у Вольфсбурзі у лютому, перемігши у фіналі Фарруха Дустова з рахунком 7–6, 4–6, 6–4. 7 квітня 2008 року він досяг найвищого рейтингу ATP у рейтингу 246. Свою першу спробу пройти кваліфікацію до Великого шолома Соренсен здійснив у червні 2008 року на  Уімблдоні і в першому кваліфікаційному раунді переміг домашнього гравця Едварда Сіатора 6–2, 6–1. Однак Соренсен був змушений піти через травму в третьому сеті свого наступного поєдинку з Едуардом Роже-Вассленом, при цьому поєдинок був делікатно збалансований по 1 сету кожен.

### 2009 рік
У січні 2009 року на відкритому чемпіонаті Австралії Соренсен знову спробував претендувати на турнір Великого шолома, перемігши румуна Віктора Кривоа в першому кваліфікаційному раунді 4-6, 7-6, 6-3, але він знову програв на другій перешкоді, цього разу Петру Поланському 6–4, 1–6, 3–6. Він залишив це розчарування за собою, щоб вийти у фінал турніру Хорватії F1 Futures у Загребі, програвши Мартіну Фішеру.

### 2010 рік
2010 рік Соренсен розпочав з кваліфікації до свого першого турніру серії ATP World Tour 250, першого туру відкритого чемпіонату Aircel Chennai 2010, програвши Стефану Роберту 1–6, 2–6. Він продовжив цю хорошу форму, коли став першим ірландським тенісистом,  який відіграв участь у турнірі Великого шолома з часу  американця Метта Дойла в 1985 році, пройшовши кваліфікацію до першого туру Відкритого чемпіонату Австралії після перемоги над Бенджаміном Балере, Майклом Яні та Даніелем Кінг-Тернером у відбіркових турах. У першому раунді він зіграв внічию проти Лу Єн-хсуна з китайського Тайбею, який займає 101 місце у світі. Соренсен став першим гравцем в історії, який представляв Ірландію, який виграв матч Великого шолома в Відкриту еру, коли він обіграв Лу в 4 сетах, 6-4, 3-6, 6-2, 6-1.  У другому раунді він зіткнувся з американцем Джоном Ізнером із 6 '9 ", програвши 6-3, 7-6, 7-5.  До початку турніру Соренсен зайняв 284 місце за версією ATP, однак через 2 тижні він підскочив на 71 місце до найвищого рівня в кар'єрі.  Соренсен не зміг продовжити хорошу форму, яку він продемонстрував на Відкритому чемпіонаті Австралії, програвши в першому раунді як  Хайльбронн, так і Казань-Челленджер протягом наступних тижнів. Потім він зіткнувся із тримісячним звільненням через травму підколінного сухожилля, але повернувся 10 травня на  Biella Challenger, перемігши кваліфікатора Андреа Арнабольді в матчі першого раунду. Тривала відсутність Соренсена засвідчила його скасування пізніше в турнірі, проте, як показав його недостатній досвід у матчі під час його поразки від Янніка Мертенса у другому раунді. Через 2 тижні Соренсен намагався претендувати на основний розіграш відкритого чемпіонату Франції, але програв Хосе Акасусо на першій перешкоді.

### 2011 рік
У травні 2011 року Соренсен був змушений відійти від тенісу після того, як з початку 2010 року зазнав травми, і вирішив залишити кар'єру після травми коліна за шість тижнів тому.   Однак у червні Соренсен повернувся з відставки та виступив на турнірі Futures у Німеччині та вийшов у чвертьфінал перед тим, як витягнути з посиланням на травму. 
У липні Соренсен брав участь в одиночному відборі MercedesCup 2011 року. Люк переміг Максиміліана Мартерера в першому турі та Яна Гернича у другому. У третьому турі Соренсен зазнав поразки від Євгена Донського. Якби Соренсен переміг Євгенія, він потрапив би в основну розіграш турніру.
Соренсен грав у Міжнародному конкурсі тенісу 2011 року, який проходив у Сан-Себастьяні, Іспанія. У першому турі Люк переміг вайлдкарда Джанні Міна з рахунком 6–3, 6–4. У другому турі Соренсен програв третьому насіннику Даніелю Гімено-Траверу 6–4, 5–7, 5–7 після перерви у другому сеті.
Наступним турніром Соренсена став Відкритий чемпіонат США 2011 року, остаточний Великий шолом року. Через значне звільнення з турніру через травми, рейтинг Соренсена знизився до 614 з найвищої в кар'єрі позиції 213, встановленої в лютому 2010 року. Але він все ще має право на захищений рейтинг 281, і саме завдяки цьому він пройшов кваліфікаційний етап на Відкритий чемпіонат США.  У першому раунді кваліфікації одиночного розряду Соренсен засмутив 29-го насінника Арнау Бругеса-Даві 7–6, 6–4.  У другому турі Соренсен переміг Гастао Еліаса з рахунком 6–4, 6–1.  У фінальному раунді Соренсен обіграв Мартіна Фішера з рахунком 7–6, 6–1, щоб 2 гравці Ірландії, Лук та Конор Ніланд, пройшли кваліфікацію до основного жеребкування.  Це був другий раз у кар’єрі Соренсена, який претендував на основний розіграш Великого шолома. У першому турі Соренсен мав зіграти з 6-м чемпіоном світу, Робіном Седерлінгом , але він вийшов з-за хвороби. Натомість Люк зіткнувся з Роджеріо Дутра да Сілвою. Люк пішов у відставку, відстаючи від 0–6, 6–3, 4–6, 0–1, посилаючись на періодичні судоми. 
2011 рік Соренсен закінчив у досить невтішній формі. Він втратив свій стартовий матч у Брашові Challenger, а потім не зміг претендувати на Етіас Trophy, програвши співвітчизнику Конор Ніланду. Потім він вступив у кваліфікацію на Відкритий чемпіонат Стокгольма, але програв свій перший кваліфікаційний матч Ініго Сервантесу Хюгуну.

### 2012 рік
2012 рік знову виявився для Соренсена травмованим роком. У перші два місяці року він зіграв чотири ф'ючерсні події, але потім лише вдруге зіграв у решту року, наприкінці липня.

### 2013 рік
Після 12-місячного звільнення, Соренсен повернувся до дії на Кубку Мерседеса, де програв у першому раунді кваліфікації. Потім він знову почав грати Ф'ючерси та Челленджер, а у вересні здобув кваліфікацію на Кубок Ізміра Türk Telecom 2013. Він дійшов до фіналу, не скинувши сету, в підсумку програвши першому насінню Михайлу Кукушкіну. Цей пробіг до фіналу покращив рейтинг Соренсена на 574 місце, піднявши його до 490-го. Потім він продовжив це наступного тижня, дійшовши до фіналу ф'ючерсної події в Марафоні, але був змушений відмовитися через травму перед матчем.

### 2014 рік
Соренсен продовжив свій підйом в рейтингу в 2014 році і претендував на свій перший титул за останні шість років, вигравши ф'ючерсний турнір у Гуанчжоу. На початку квітня він брав участь у кваліфікації до чемпіонату США з глинистого корту серед чоловіків і виштовхнув гравця топ-100 Райана Харрісона до кінця матчу, який завершився трьома сетами, але в підсумку програв. Він швидко перейшов від програшу до півфіналу Кубку АТР Кахантун, змагального змагання в Сантьяго. Потім Соренсен ледь пропустив свій перший жеребкувальний турнір ATP з 2011 року, програвши Мірзі Башичу у фінальному раунді кваліфікації на Дюссельдорфський відкритий турнір. Соренсен брав участь в кваліфікаційному розіграші Уімблдону, вперше він брав участь у відбірковому турнірі з Відкритого чемпіонату США з 2011 року, однак у першому матчі він був розгромлений Малеком Джазірі.  Потім він грав у складі команди Челленджер з Падуї Челленджер, але змушений був вийти лише після двох ігор свого першого матчу. Потім Соренсен пройшов кваліфікацію на MercedesCup, турнір ATP World Tour 250. Він був переможений Філіпом Давиденком у фінальному раунді кваліфікації, але отримав вихід до основної сітки як щасливчик, який програв. Соренсен вразив шок у першому раунді, перемігши №68-го Ігоря Сійсслінга в прямих сетах, щоб записати свою другу перемогу в турі.  У другому раунді він відсунув третього насінника Роберто Баутісту Агута до трьох сетів. Однак 23-й номер світу в підсумку зміг випровадити Соренсена.  Незважаючи на те, що наступного тижня не грав, Соренсен піднявся до нового рейтингу з висотою в кар'єрі - 211, обігнавши свої попередні найкращі показники з початку 2010 року. 

## Одиночні титули
| Легенда (одиночні)              |
| ------------------------------- |
| Великий шолом (0)               |
| ATP World Tour Masters 1000 (0) |
| Світовий тур ATP 500 (0)        |
| Світовий тур ATP 250 (0)        |
| Турнір ATP Челленджер (1)       |
| Ф'ючерси ITF (4)                |

Перемоги (5)
| №  | Дата               | Турнір     | Поверхня  | Суперник у фіналі  | Рахунок             |
| -- | ------------------ | ---------- | --------- | ------------------ | ------------------- |
| 1. | 18 вересня 2005 р. | Кемптен    | Глина     | Желко Краян        | 4–6, 6–3, 7–5       |
| 2. | 26 лютого 2007 р.  | Фару       | Хард      | П'єр-Людовик Дукло | 6–1, 6–1            |
| 3. | 9 квітня 2007 р.   | Дубай      | Хард      | Рамеес Джунейд     | 6–1, 6–2            |
| 4. | 25 лютого 2008 р.  | Вольфсбург | Килим (i) | Фаррух Дустов      | 7–6 (9–7), 4–6, 6–4 |
| 5. | 16 березня 2014 р. | Гуанчжоу   | Хард      | Амір Вайнтрауб     | 5–7, 7–5, 6–4       |

Друге місце (6)
| №  | Дата               | Турнір     | Поверхня | Суперник у фіналі    | Рахунок             |
| -- | ------------------ | ---------- | -------- | -------------------- | ------------------- |
| 1. | 3 квітня 2007 р.   | Дубай      | Хард     | Айсам уль-Хак Куреші | 3–6, 3–6            |
| 2. | 21 січня 2008 р.   | Альбуфейра | Хард     | Віктор Іоніца        | 6–2, 6–7 (1–7), 2–6 |
| 3. | 9 лютого 2009 р.   | Загреб     | Хард     | Мартін Фішер         | 3–6, 3–6            |
| 4. | 16 вересня 2013 р. | Ізмір      | Хард     | Михайло Кукушкін     | 1–6, 4–6            |
| 5. | 29 вересня 2013 р. | Марафон    | Хард     | Нікола Мілоєвич      | без                 |
| 6. | 31 серпня 2014 р.  | Комо       | Глина    | Віктор Троїцький     | 3–6, 2–6            |

## Графік виступу синглів Великого шолома
(W) виграв; (F) фіналіст; (SF) півфіналіст; (QF) чвертьфіналіст; (#R) раунди 4, 3, 2, 1; (RR) круговий етап; (Q #) кваліфікаційний раунд; (А) відсутній; (NH) не проводиться. SR = коефіцієнт страйку (перемоги / змагання)
| Турнір          | 2008 | 2009 | 2010 | 2011 | 2012 | 2013 | 2014 | 2015 |
| --------------- | ---- | ---- | ---- | ---- | ---- | ---- | ---- | ---- |
| Australian Open | A    | Q2   | 2R   | A    | A    | A    | A    | Q1   |
| French Open     | A    | A    | Q1   | A    | A    | A    | A    |      |
| Wimbledon       | Q2   | A    | A    | A    | A    | A    | Q1   |      |
| US Open         | A    | A    | A    | 1R   | A    | A    | Q1   |      |